# 小野重朗
小野 重朗（おの じゅうろう、1911年2月10日-1995年7月9日）は、日本の民俗学者。南九州・南西諸島地域の民俗文化を丹念に調査し、それに基づいて民俗集圏論による文化論を提唱した。南島歌謡についても研究。日本民俗学会所属。

## 生涯
広島県出身で、広島高等師範学校臨時教員養成所卒業（専門は生物学）。民俗学研究を始める前から琉球文学・歌謡に関心を持ちそれに関する執筆もおこなっていた。鹿児島県立指宿高等学校教員時に生徒から十五夜綱引の話を聞いたことや同僚の国分直一の影響などから1950年代後半より南九州や南西諸島の民俗調査・研究に取り組むようになり、1957年に指宿高校の「薩南民俗」にて論文を発表し始める。その後鹿児島県立甲南高等学校の生物教員を務めながら執筆した論文「南九州の柴祭・打植祭の研究」で、1964年に第3回柳田国男賞受賞。1966年県立甲南高校教諭を退職し、民俗学に専念。また、宮崎県史編さん参与も務めた。
著書に『農耕儀礼の研究』『十五夜綱引の研究』『奄美民俗文化の研究』などがある。研究内容の全体的な概要は川野和昭「小野重朗の民俗学――その挑戦的継承のために」にまとまっている。